# Big Fun (C. C. Catch)
Big Fun è il quarto album in studio della cantante tedesca C. C. Catch, pubblicato nel 1988.

## Tracce
1. Backseat of Your Cadillac – 3:24
2. Summer Kisses – 3:51
3. Are You Serious – 3:07
4. Night in Africa – 4:09
5. Heartbeat City – 3:38
6. Baby I Need Your Love – 3:03
7. Little by Little – 3:06
8. Nothing but a Heartache – 3:02
9. If I Feel Love – 3:42
10. Fire of Love – 3:00